# Sociedad Bíblica Británica y Extranjera
La Sociedad Bíblica Británica y Extranjera (SBBE), a menudo conocida en Inglaterra y Gales sencillamente como The Bible Society, es una red cristiana no confesional sin fines de lucro, que trabaja para traducir, revisar, imprimir y distribuir Biblias en Inglaterra y Gales, y haciendo que la Biblia esté disponible en todo el mundo.
La SBBE está relacionada con 140 sociedades nacionales bíblicas a través de las Sociedades Bíblicas Unidas. Juntas, distribuyen la mayoría de las Biblias del mundo.

## Historia
La Sociedad Bíblica Británica y Extranjera se constituyó el 7 de marzo de 1804, cuando un grupo de cristianos se organizó para abordar el problema de la falta de Biblias asequibles en galés para los cristianos de habla galesa. Esto fue destacado por una joven llamada Mary Jones, que caminó más de 20 millas para conseguir una Biblia en Bala, Gwynedd.
Desde sus primeros días la SBBE ha procurado ser ecuménica y no sectaria, conllevando varios conflictos en su seno.
Una polémica en 1825-6 sobre la inclusión de los libros apócrifos y los salmos métricos dio lugar a la secesión de las Sociedades Bíblicas de Edimburgo y Glasgow, que más tarde formaron lo que ahora es la Sociedad Bíblica Escocesa. 
Más tarde, otra controversia surgida por la participación de unitarios en cargos dentro de la SBBE causó que una minoría se separara para fundar la Sociedad Bíblica Trinitaria.
Con el tiempo la Sociedad Bíblica Británica y Extranjera extendió su trabajo desde Inglaterra a la India, Europa, América, África y más allá. El origen de las comunidades protestantes en muchos países europeos, africanos y americanos se remonta a la labor de los colportores (vendedores de Biblias) enviados por la SBBE en el siglo XIX. 
Se crearon sucursales auxiliares en todo el mundo, convirtiéndose más tarde en Sociedades Bíblicas por derecho propio, y en la actualidad trabajan en cooperación como parte de las Sociedades Bíblicas Unidas.

## Trabajo y objetivos
Sus principales objetivos estratégicos están orientados hacia una misión en el mundo, a la Iglesia, a la sociedad y a otras Sociedades Bíblicas en todo el mundo.
La mayoría del trabajo de la Sociedad Bíblica Británica y Extranjera es en el extranjero, haciendo que la Biblia esté disponible en un idioma que la gente pueda entender y a un precio que pueda pagar. 
Al hacer esto, la SBBE está respondiendo a una situación en la que para millones de personas la Biblia es un lujo que no pueden permitirse porque 4500 idiomas no tienen traducido ni un solo libro de la Biblia. Mil millones de personas son analfabetas, pero solo el 3% de los idiomas tienen la Biblia en audio. Una persona se queda ciega cada cinco segundos, pero la Biblia en Braille solo existe en 30 idiomas.
En Inglaterra y Gales, la SBBE trabaja para influenciar a la gente con el mensaje de la Biblia a través de la cultura, las artes, los medios de comunicación, la educación y la política.